# Ralf Obermann
Ralf Obermann (* 23. Mai 1963) ist ein ehemaliger deutscher Fußballspieler.

## Karriere
Am 5. August 1980 debütierte er unter Trainer Bernd Hoss für den Zweitligisten Freiburger FC und war zum damaligen Zeitpunkt nach Nico Lazaridis zweitjüngster Spieler der Geschichte der 2. Bundesliga. Dieses Auswärtsspiel wurde gegen den SV Waldhof Mannheim mit 0:5 verloren. Sein letztes Profispiel bestritt er ebenfalls für den Freiburger FC am 29. Mai 1982, das er gegen die Stuttgarter Kickers mit 1:3 verlor. Insgesamt spielte er 16-mal für die Freiburger in der zweiten Liga und erzielte drei Tore.
In der Saison 1980/81 der 2. Bundesliga Süd erreichte Obermann mit dem Freiburger FC, für den er sieben Mal auf dem Platz stand, den 10. Rang. Erstmals traf er am 29. August 1980 beim Heimspiel gegen den FC Homburg, wobei er dem Endergebnis von 7:3 zwei Tore beisteuerte.
In der Saison 1981/82, in der er an der Seite von Hartmut Konschal, Udo Lay, Thomas Schneider, Paul Linz und Ralf Obermüller spielte, gelang ihm sein einziger Treffer im Spiel gegen Rot-Weiss Essen, in dem er zugleich seine einzige gelbe Karte der Saison sah. Als Vorletzter der Abschlusstabelle verpasste Obermann den Klassenerhalt mit dem Freiburger FC und stieg im ersten Jahr der eingleisigen 2. Liga in die Oberliga Baden-Württemberg ab. Nach der Spielzeit 1982/83 mit nur acht Einsätzen in der Oberliga wechselte Obermann in die Verbandsliga Südbaden zum Lokalrivalen Spfr./DJK Freiburg.